# Ресурси і запаси алюмінію

Ресурси і запаси алюмінію (рос. ресурсы и запасы алюминия, англ. aluminium resources and reserves, нім. Ressourcen f pl und Vorräte m pl an Aluminium) – 

## Загальна характеристика
Ресурси алюмінієвої сировини (бокситів, нефелінвмісних порід і алунітів) відомі в 95 країнах. За даними Геологічної служби США, світові ресурси бокситів, що є основною сировиною алюмінієвої промисловості, оцінюються в 55–75 млрд т, ресурси алюмінієвої сировини загалом — 83 млрд т (Mineral Commodity Summaries — http://minerals.er.usgs%5Bнедоступне+посилання+з+липня+2019%5D. gov/minerals/). Деякі сучасні аналітики вважають цю оцінку заниженою. 72 % світових запасів бокситів концентрується в гігантських, 23 % — у великих і 5 % — в середніх і дрібних бокситоносних провінціях. Понад 90 % світових загальних запасів бокситів зосереджено в 18 країнах з тропічним або субтропічним кліматом. Унікальними запасами володіє Ґвінея (20 млрд т), а дуже великими — Австралія (6,71 млрд т), Бразилія (6,11 млрд т), В’єтнам (3,0 млрд т), Індія (2,53 млрд т), Індонезія (2,13 млрд т). У надрах цих шести країн укладено 63 % загальних запасів бокситів.

### Боксити

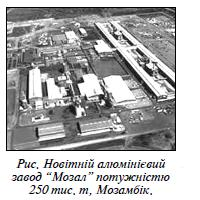

Підтверджені запаси бокситів мають у своєму розпорядженні 56 країн, причому в 18 з них сконцентровано понад 90 % цих запасів. Найбільшими підтвердженими запасами володіють Ґвінея (20,8 % світових), Бразилія (14,6 %), Австралія (11,3 %), Ямайка (7,4 %), Камерун (6,1 %), Малі (4,5 %). У них зосереджено 65 % світових підтверджених запасів бокситів. 
Табл. Запаси бокситів на межі ХХ–XXI ст. (млн т) 
| Континенти          | Запаси підтв. | Частка в світі, % | Запаси загальні |
| Європа              | 1483          | 5,5               | 2188            |
| Азія                | 3641          | 13,6              | 11068           |
| Африка              | 10215         | 38                | 28450           |
| Америка             | 8215          | 30,6              | 14802           |
| Австралія і Океанія | 3111          | 11,6              | 6863            |
| Разом               | 26865         | 100               | 64045           |

Потенційні внутрішні ресурси алюмінійвмісної сировини України – залізисті боксити Високопільського родовища у Дніпропетровській області, нефелінові руди у Приазов’ї, закарпатські алуніти, каолін та інші — згідно з попередніми техніко-економічними розрахунками не конкурентоспроможні порівняно з імпортною сировиною і не можуть бути рентабельно перероблені на вітчизняних підприємствах за діючими технологіями.
Щорічний рівень споживання алюмінію у світі — 24 млн т. За оцінками, до 2010 р. споживання алюмінію і виробів з нього в автомобільній промисловості зросте в два рази, у виробництві тари і упаковки більш ніж на 65 %. Щорічний приріст споживання алюмінію у світовій економіці буде становити 3-5 %. 
Близько 75 % цього обсягу (18 млн т), складає “первинний алюміній” (тобто той, який отримують з руди, на противагу вторинному алюмінію, який отримують з переробленого металевого брухту). 
Найбільшими продуцентами алюмінію в світі є країни Північної Америки, Західної, Центральної і Східної Європи. Споживання алюмінію в світі з кожним роком збільшується, що спричиняє підвищення попиту на продукцію алюмінієвих заводів, примушуючи їх нарощувати виробництво. 
Україна має такі запаси бокситів: загальні оціночно 70 млн т, підтверджені — бл. 19 млн т (0,1 % світових) (А+В+С1, Високопільське родовище). Запаси інших відомих родовищ (Нікопольське та Смілянське) не обраховані. Перспективним є пошук бокситів у Придністров’ї.
Алюмінієва промисловість використовує бокситові руди родовищ трьох основних геолого-промислових типів: латеритного, полігенного і осадового. Переважна частина світових запасів бокситів (88 %) укладена в родовищах латеритного типу. Переважаюча їх кількість розташовується в межах древніх кратонів Африки, Індії, Південної Америки, Австралії. Найбільші (гігантські) родовища розташовані на території Ґвінеї, в межах Ліберійського щита і на півночі Бразилії, в басейні Амазонки. Мінеральний склад бокситів в цих родовищах ґібситовий. До цього ж типу належать великі ґібситові родовища Індії. До латеритному типу належать деякі бокситові родовища Росії і України (Високопільське) з беміт-ґібсит-шамозитовим складом бокситів. Осадові родовища в теригенних товщах розташовуються головним чином на Сх.-Європейській, Китайській і Північноамериканській платформах. Осадові родовища в карбонатних товщах характерні для герцинських і альпійських складчастих областей. Боксити карсто-лінзоїдних і лінзоїдних родовищ мають беміт-гематитовий, шамозитовий мінеральний склад, покривних родовищ — ґібситовий. Останні за масштабом — гігантські або великі.

### Нефелінові руди
Другим за значенням видом алюмінієвої сировини є нефелінові руди (див. нефелін-апатитові руди). У промислових масштабах виробництво глинозему з нефелінових руд здійснюється в Російській Федерації (Кія-Шалтир, Кемеровська обл.; Кукісвумчор, Юкспор, Расвумчор — Мурманська обл.) та ін. країнах. Прийнятною для переділу вважають руду з вмістом 70-80 % нефеліну, лейциту, кальсиліту і анальциму. Основним джерелом формування родовищ нефелінових руд є комплекси протерозойської і палеозойської лужної серій. Нефелінові руди належать до комплексних, крім основного продукту — глинозему, з них одержують також соду, поташ, рідке скло цемент тощо.
В Україні найзначущими є лужні комплекси Октябрського масиву у Приазов’ї, де виділяються 3 родовища — Мазурівське, Калініно-Шевченківське, Валі-Тарама. Ці родовища мають значні запаси (бл. 1 млрд т) нефелінових і рідкіснометалічних руд. Зберігається потенціал для прирощення цих запасів. Загальні прогнозні ресурси 2906,7 млн.т.

### Алуніти
Алуніти — третє джерело одержання алюмінію. Родовища алунітових руд локалізуються в комплексах молодого вулканізму. Відомі в ряді країн світу, зокрема Азербайджані (Заглик), Китаї, США і т.д.
В Україні як потенційна алюмінійвмісна сировина можуть розглядатися закарпатські алуніти за умови їх комплексного використання. Станом на 2006 р, на Державному балансі перебувають два великих родовища на Закарпатті — Бийганське та Берегівське з розвіданими запасами алунітових руд відповідно — 290,3 млн т та 51,4 млн т, крім того, що у межах Берегівського рудного поля нараховується майже 10 алунітових родовищ і рудопроявів, пов’язаних з вторинними кварцитами. До 2010 р. запланована дорозвідка Бийганського родовища комплексних алуніт-барит-золото-поліметалічних руд. Ці родовища, а також ряд переспективних рудопроявів складають Закарпатську гідротермальну алунітову провінцію. Інші прояви алуніту є на Українському щиті, у Донбасі, Криму.